# Digitaria hystrichoides
Digitaria hystrichoides är en gräsart som beskrevs av Joyce Winifred Vickery. Digitaria hystrichoides ingår i släktet fingerhirser, och familjen gräs. Inga underarter finns listade i Catalogue of Life.